# جان سی. مارتین
جان سی. مارتین (انگلیسی: John C. Martin) (زاده ۱۹۵۲) کارآفرین، بازرگان و مدیر ارشد اجرایی آمریکایی است، که اکنون به‌عنوان مدیر عامل اجرایی شرکت گیلیاد فعالیت می‌کند.